# Zygène des sommets
Zygaena exulans
Espèce
La Zygène des sommets (Zygaena exulans), est une espèce d’insectes lépidoptères de la famille des Zygaenidae et de la sous-famille des Zygaeninae.

## Description
Les ailes antérieures sont noires, presque translucides. Elles comportent quatre points rouges distincts et une tache rouge allongée basale. Les ailes postérieures sont rouges avec une marge noire.
Les antennes sont terminées en massue comme c'est le cas pour toutes les zygènes.

## Habitat et comportement
La zygène des sommets est présente dans les pelouses montagnardes et les landes nordiques. La chenille se retrouve sur des éricacées dans le nord de l'Europe et est polyphage ailleurs. Elle hiberne sous forme de larve, qui se métamorphose ensuite dans un cocon attaché le long d'une tige ou sur un rocher.
Les adultes volent de fin mai à septembre, selon les régions.

## Toxicité
C'est un papillon aposématique, car il se signale par ses couleurs comme toxique aux prédateurs comme les oiseaux et les lézards. En cas d'attaque, il émet un liquide contenant du cyanure.

## Répartition
- Massifs montagneux du sud de l'Europe : (Alpes, Pyrénées, Apennins, Balkans), entre 1 800 et 3 000 m d'altitude.
- Écosse, Scandinavie[1].

## Sous-espèces
- Z. e. subochracea et autres.